# Andrea Glass
| Posities op de WTA-ranglijst Positie per einde seizoen: \| jaar \| rang enkelspel \| rang dubbelspel \| \| ---- \| -------------- \| --------------- \| \| 1990 \| 784 \| – \| \| 1991 \| 525 \| 552 \| \| 1992 \| 300 \| – \| \| 1993 \| 337 \| 417 \| \| 1994 \| 305 \| – \| \| 1995 \| 154 \| 565 \| \| 1996 \| 104 \| 210 \| \| 1997 \| 92 \| 661 \| \| 1998 \| 81 \| 892 \| \| 1999 \| 78 \| – \| \| 2000 \| 131 \| 85 \| \| 2001 \| 105 \| 194 \| \| 2002 \| 241 \| 116 \| |                |                 |
| jaar | rang enkelspel | rang dubbelspel |
| 1990 | 784            | –               |
| 1991 | 525            | 552             |
| 1992 | 300            | –               |
| 1993 | 337            | 417             |
| 1994 | 305            | –               |
| 1995 | 154            | 565             |
| 1996 | 104            | 210             |
| 1997 | 92             | 661             |
| 1998 | 81             | 892             |
| 1999 | 78             | –               |
| 2000 | 131            | 85              |
| 2001 | 105            | 194             |
| 2002 | 241            | 116             |

Andrea Glass (Darmstadt, 17 juli 1976) is een voormalig tennisspeelster uit Duitsland. Glass begon met tennis toen zij zeven jaar oud was. Haar favoriete ondergrond is hardcourt. Zij speelt rechtshandig en heeft een tweehandige backhand. Zij was actief in het proftennis van 1990 tot 2003.

## Loopbaan
Tussen 1988 en 1992 was Glass meer dan eens jeugdkampioen van Duitsland. In 1991 won Glass het kampioenschap voor meisjes van 16 jaar en jonger op de Orange Bowl. In 1992 werd zij Europees jeugdkampioen. Bij de junioren op het Australian Open 1993 bereikte Glass de meisjesenkelspelfinale – zij verloor deze van landgenote Heike Rusch.
In 1997 won Glass de Duitse nationale titel in het enkelspel alsmede die in het dubbelspel samen met Barbara Rittner.

### Enkelspel
Glass debuteerde in 1990 op het ITF-toernooi van Lleida (Spanje). Zij stond in 1991 voor het eerst in een finale, op het ITF-toernooi van Bad Nauheim (Duitsland) – zij verloor van landgenote Eva-Maria Schürhoff. In het enkelspel won zij nooit een titel.
In 1992 kwalificeerde Glass zich voor het eerst voor een WTA-hoofdtoernooi, op het Duits open kampioenschap in Berlijn. In 1996 had zij haar grandslamdebuut, op Roland Garros. Haar beste resultaat op de WTA-toernooien is het bereiken van de kwartfinale (vierde ronde), op de Family Circle Cup van Hilton Head in 1998, een toernooi van de hoogste WTA-categorie, Tier I – een jaar later wist zij op hetzelfde toernooi dit resultaat te evenaren.
Haar beste resultaat op de grandslamtoernooien is het bereiken van de derde ronde, op het Australian Open 1999. Daarmee steeg zij naar haar hoogste notering op de WTA-ranglijst: de 53e plaats, in februari 1999.

### Dubbelspel
Glass was in het dubbelspel minder actief dan in het enkelspel. Zij debuteerde in 1991 op het ITF-toernooi van Helsinki (Finland), samen met landgenote Sandra Wächtershäuser – zij bereikten er meteen de halve finale. Zij stond in 2000 voor het eerst in een finale, op het ITF-toernooi van Stuttgart-Vaihingen (Duitsland), samen met landgenote Jasmin Wöhr – zij verloren van het duo Virág Csurgó en Eva Martincová. In de zomer van 2002 won Glass drie ITF-dubbelspeltitels, achtereenvolgens in Båstad (Zweden), Darmstadt (Duitsland) en Hechingen (Duitsland), met drie verschillende partners.
In 1996 speelde Glass voor het eerst op een WTA-hoofdtoernooi, op het toernooi van Hamburg, samen met landgenote Silke Meier; al in de eerste ronde verloren zij, van het Nederlandse koppel Kristie Boogert en Miriam Oremans. In 2000 had zij haar grandslamdebuut, op het US Open. Haar beste resultaat op de WTA-toernooien is het bereiken van de halve finale, op het Tier I-toernooi van Zürich in 2000, samen met landgenote Bianka Lamade. Ook in Rosmalen, van de categorie Tier III, bereikte Glass tweemaal de halve finale: in 2001 met de Amerikaanse Meilen Tu, en in 2002 met de Tsjechische Květa Hrdličková.
Haar beste resultaat op de grandslamtoernooien is het bereiken van de tweede ronde. Haar hoogste notering op de WTA-ranglijst is de 85e plaats, die zij bereikte in november 2000.

### Tennis in teamverband
In de periode 1998–2001 maakte Glass deel uit van het Duitse Fed Cup-team – zij behaalde daar een winst/verlies-balans van 3–9.

### Na de actieve loopbaan
Na haar dubbelspeldeelname aan het Australian Open 2003 beëindigde Glass haar carrière als beroepsspeelster, wegens aanhoudende blessures. Zij trad in het huwelijk met de voormalig Argentijnse, later Duitse, tennisser Sebastian Weisz. Zij drijven een tennisschool in Neu-Isenburg.

## Palmares

### WTA-finaleplaatsen enkelspel
geen

### WTA-finaleplaatsen dubbelspel
geen

### Gewonnen ITF-toernooien enkelspel
geen

### Gewonnen ITF-toernooien dubbelspel
| nr. | finale     | toernooi  | dotatie | ondergrond | partner           | tegenstandsters in finale        | score    |
| --- | ---------- | --------- | ------- | ---------- | ----------------- | -------------------------------- | -------- |
| 1.  | 2002-06-30 | Båstad    | $25.000 | gravel     | Dominika Luzarová | Nicole Sewell Samantha Stosur    | 6-4, 6-1 |
| 2.  | 2002-07-14 | Darmstadt | $25.000 | gravel     | Kirstin Freye     | Eva Birnerová Dominika Luzarová  | 7-5, 6-2 |
| 3.  | 2002-08-11 | Hechingen | $25.000 | gravel     | Jasmin Wöhr       | Lydia Steinbach Shelley Stephens | 6-4, 7-5 |

## Resultaten grandslamtoernooien
| Legenda | Legenda                          |
| ------- | -------------------------------- |
| g.t.    | geen toernooi gehouden           |
| l.c.    | lagere categorie                 |
| –       | niet deelgenomen                 |
| G       | uitgeschakeld in de groepsfase   |
| 1R      | uitgeschakeld in de eerste ronde |
| 2R      | uitgeschakeld in de tweede ronde |
| 3R      | uitgeschakeld in de derde ronde  |
| 4R      | uitgeschakeld in de vierde ronde |
| KF      | uitgeschakeld in de kwartfinale  |
| HF      | uitgeschakeld in de halve finale |
| F       | de finale verloren               |
| W       | het toernooi gewonnen            |
| w-v     | winst/verlies-balans             |

### Enkelspel
| toernooi        | 1996 | 1997 | 1998 | 1999 |    | 2001 | 2002 |
| --------------- | ---- | ---- | ---- | ---- | -- | ---- | ---- |
| Australian Open | –    | –    | 1R   | 3R   | 2R | 1R   |      |
| Roland Garros   | 1R   | 2R   | 1R   | 2R   | 2R | –    |      |
| Wimbledon       | 1R   | 2R   | 1R   | 1R   | 1R | –    |      |
| US Open         | 1R   | 1R   | 1R   | 1R   | 1R | –    |      |

### Vrouwendubbelspel
| toernooi        | 2000 | 2001 | 2002 | 2003 |
| --------------- | ---- | ---- | ---- | ---- |
| Australian Open | –    | 1R   | –    | 1R   |
| Roland Garros   | –    | 1R   | –    | –    |
| Wimbledon       | –    | 1R   | –    | –    |
| US Open         | 1R   | 2R   | 1R   | –    |